# سییروا سی‌آر تویین
سییروا سی‌آر تویین (به انگلیسی: Cierva CR Twin) یک بالگرد چندمنظورهٔ ۵ سرنشین بود که برای نخستین بار در سال ۱۹۶۹ میلادی در انگلستان پرواز کرد. تنها سه فروند از این پروژهٔ آزمایشی تولید شد و در نهایت در سال ۱۹۷۵ پروژه کنسل گشت.

## مشخصات
داده‌ها از Jane's All The World's Aircraft 1971-72
ویژگی‌های عمومی
- خدمه: ۱ خلبان
- ظرفیت: ۴ سرنشین
- طول: ۲۸ فوت ۲ اینچ (۸٫۵۸ متر)
- ارتفاع: ۹ فوت ۱۱ اینچ (۳٫۰۲ متر)
- وزن خالی: ۱٬۹۳۵ پوند (۸۷۸ کیلوگرم)
- وزن ناخالص: ۳٫۱۵۰ پوند (۱٬۴۳۹ کیلوگرم)
- پیشرانه: ۲ عدد  Continental IO-360, 135 hp (101 kW)  در هر موتور
- قطر روتور اصلی: ۲ عدد ۳۳ فوت ۰ اینچ (۱۰٫۰۶ متر)
- مساحت روتور اصلی: ۸۰۴ فوت مربع (۷۴٫۷ متر مربع)

عملکرد
- حداکثر سرعت: ۱۳۰ مایل بر ساعت (۲۰۹ کیلومتر بر ساعت، ۱۱۰ گره)
- سرعت کروز: ۱۲۰ مایل بر ساعت (۱۹۳ کیلومتر بر ساعت، ۱۰۰ گره)
- بُرد: ۵۰۰ مایل (۸۰۴ کیلومتر، ۴۳۰ مایل دریایی)
- حداکثر ارتفاع: ۲۰٬۰۰۰ فوت (۶٬۱۰۰ متر)
- نرخ صعود: ۱٬۴۰۰ فوت بر دقیقه (۷٫۱ متر بر ثانیه)